# 407
Évszázadok: 4. század – 5. század – 6. század
Évtizedek: 350-es évek – 360-as évek – 370-es évek – 380-as évek – 390-es évek – 400-as évek – 410-es évek – 420-as évek – 430-as évek – 440-es évek – 450-es évek
Évek: 402 – 403 – 404 – 405 –  406 – 407 – 408 – 409 – 410 – 411 – 412

## Események

### Nyugat- és Keletrómai Birodalom
- Honorius (nyugaton) és II. Theodosius (keleten) császárokat választják consulnak.
- A Rajnán átkelt vandálok, alánok és szvébek elfoglalják és kifosztják a határerődítményeket, majd Észak-Galliát pusztítják.
- A Britanniában fellázadt csapatok a tél végén elégedetlenné válnak az általuk császárrá kikiáltott Gratianusszal, mert az nem akar átkelni a barbárok dúlta Galliába. Megölik Gratianust és helyére az egyik tisztet, III. Constantinust választják. Constantinus sietve átkel a La Manche csatornán és magával viszi a britanniai légiókat. Miután sikereket ér el a portyázó vandálokkal szemben, Gallia és Hispánia elfogadja őt uralkodóként.
- Honorius nyugatrómai császár Stilichót (aki ekkor a vizigót Alarikkal tárgyalt egy Konstantinápoly elleni háborúról) bízza meg a trónkövetelő leverésével. Stilicho hadvezére, Sarus legyőzi Constantinus egy fővezérét, Iustinianust; a másikat, Nebiogastest árulás révén öleti meg, de mikor újabb lázadó csapatok érkeznek, visszavonul Itáliába.
- Alarik követeli Stilichótól a kialkudott négyezer fontnyi aranyat, seregeivel megindul Itália felé és eléri Emonát. Stilicho ráveszi a szenátust hogy szavazza meg az arany átadását.
- Meghal Honorius császár felesége, Maria.

### Kína
- Kései Csin egyik hadvezére, Holian Popo fellázad és megalapítja Hszia államát.
- Murong Hszi, Kései Jen császára ellen fellázad rokona, Murong Jün, aki elfogja és kivégezteti a menekülő császárt.

## Halálozások
- Gratianus, római trónkövetelő
- Aranyszájú Szent János, konstantinápolyi pátriárka
- Maria, Honorius felesége
- Murong Hszi, Kései Jen császára

## Fordítás
- Ez a szócikk részben vagy egészben  a(z)   407 című angol Wikipédia-szócikk ezen változatának fordításán alapul.  Az eredeti cikk szerkesztőit annak laptörténete sorolja fel. Ez a jelzés csupán a megfogalmazás eredetét és a szerzői jogokat jelzi, nem szolgál a cikkben szereplő információk forrásmegjelöléseként.